# Wilawila
Wilawila är ett utdött australiskt språk. Wilawila talades i norra delen av Western Australia. Wilawila tillhörde den wororanska språkfamiljen.